# Canton de Sombernon
Le canton de Sombernon était une division administrative française située dans le département de la Côte-d'Or et la région Bourgogne-Franche-Comté.

## Géographie
Ce canton était organisé autour de Sombernon dans l'arrondissement de Dijon. Son altitude variait de 275 m (Sainte-Marie-sur-Ouche) à 619 m (Saint-Jean-de-Bœuf) pour une altitude moyenne de 413 m.

## Histoire
De 1842 à 1848, les cantons de Sombernon et de Saint-Seine avaient le même conseiller général. Le nombre de conseillers généraux était limité à 30 par département.

## Représentation

### Conseillers généraux de 1833 à 2015
| Période | Période          | Identité                                     | Étiquette          | Qualité |
| ------- | ---------------- | -------------------------------------------- | ------------------ | --- |
| 1833    | 1835 (démission) | Augustin Bernard Rameau                      |                    | Propriétaire à Trouhans et à La Chaleur, Vieilmoulin                                                                                            |
| 1835    | 1840 (démission) | Nicolas Camille Chaussier (1794-1862)        |                    | Propriétaire à Barbirey-sur-Ouche, conseiller d'arrondissement                                                                                  |
| 1840    | 1845             | Edme Henry Matry                             |                    | Avocat à Dijon |
| 1845    | 1864 (décès)     | Denis Mairet (1799-1864)                     |                    | Notaire, juge de paix - Maire de Sombernon |
| 1864    | 1883             | Henri Mairet (1819-1895, neveu du précédent) | Droite             | Ancien notaire à Dijon, conseiller d'arrondissement Président du Conseil général                                                                |
| 1883    | 1896 (décès)     | Eugène Spuller                               | Union républicaine | Avocat au barreau de Paris Ministre (entre 1881 et 1894) Député de la Seine (1876-1885) Député de la Côte-d'Or (1885-1892) Sénateur (1892-1896) |
| 1896    | 1901 (démission) | Octave Girard                                | Républicain        | Maire et notaire à Sombernon |
| 1901    | 1912 (décès)     | Pierre Lechenault                            | Rad.               | Vétérinaire à Échannay |
| 1912    | 1940             | Ferdinand Mercusot                           | RG-URD             | Négociant en vins Maire de Sombernon Nommé membre de la Commission administrative départementale en 1941 Nommé conseiller départemental en 1942 |
|         |                  |                                              |                    | |
| 1945    | 1957 (décès)     | Bénigne Fournier                             | RI                 | Exploitant agricole Maire de Sombernon Sénateur (1948-1957)                                                                                     |
| 1957    | 2000 (décès)     | Jacques Mercusot                             | DVD puis UDF-CDS   | Chef d'entreprise Maire de Sombernon (1960-1995)                                                                                                |
| 2000    | 2015             | Paul Robinat                                 | DVG                | Agent immobilier Maire de Drée Elu en 2015 dans le Canton de Talant                                                                             |

### Conseillers d'arrondissement (de 1833 à 1940)
| Période                                  | Période | Identité                                  | Étiquette   | Qualité |
| ---------------------------------------- | ------- | ----------------------------------------- | ----------- | --- |
| 1833                                     | 1835    | Nicolas Camille Chaussier                 |             | Propriétaire à Barbirey-sur-Ouche                                                                           |
| 1835                                     | 1839    | Nicolas Michel Leroux                     |             | Maire de Sainte-Marie-sur-Ouche                                                                             |
| 1839                                     | 1845    | Denis Mairet                              |             | Notaire à Sombernon                                                                                         |
| 1845                                     | 1852    | Nicolas Michel Leroux                     |             | Maire de Sainte-Marie-sur-Ouche                                                                             |
| 1852                                     | 1861    | Jules Parisot                             |             | Juge de paix                                                                                                |
| 1861                                     | 1864    | Henri Mairet                              |             | Notaire à Sombernon                                                                                         |
| 1864                                     | 1883    | René Mareschal de Charentenay (1831-1905) | Légitimiste | Colonel, propriétaire du château et maire d'Agey                                                            |
| 1883                                     | 1898    | Victor Amiot (1851-1934)                  | Républicain | Propriétaire, Maire de Sainte-Marie-sur-Ouche                                                               |
| 1898                                     | 1934    | Victor Béné                               | Républicain | Viticulteur, maire de Mâlain, Président du Conseil d'arrondissement                                         |
| 1934                                     | 1940    | Paul Michéa-Vitu (1875-1952)              |             | Viticulteur, Président des producteurs de cassis et de fruits de la Côte-d'Or, maire de Mâlain              |
| 1940                                     |         |                                           |             | Les conseils d'arrondissement ont été suspendus par la loi du 12 octobre 1940 et n'ont jamais été réactivés |
| Les données manquantes sont à compléter. |         |                                           |             | |

## Composition
Le canton de Sombernon regroupait 28 communes :
| Communes               | Population (2012) | Code postal | Code Insee |
| ---------------------- | ----------------- | ----------- | ---------- |
| Agey                   | 258               | 21410       | 21002      |
| Ancey                  | 345               | 21410       | 21013      |
| Arcey                  | 45                | 21410       | 21018      |
| Aubigny-lès-Sombernon  | 120               | 21540       | 21033      |
| Barbirey-sur-Ouche     | 224               | 21410       | 21045      |
| Baulme-la-Roche        | 118               | 21410       | 21051      |
| Blaisy-Bas             | 587               | 21540       | 21080      |
| Blaisy-Haut            | 104               | 21540       | 21081      |
| Bussy-la-Pesle         | 49                | 21540       | 21121      |
| Drée                   | 31                | 21540       | 21234      |
| Échannay               | 104               | 21540       | 21238      |
| Gergueil               | 100               | 21410       | 21293      |
| Gissey-sur-Ouche       | 303               | 21410       | 21300      |
| Grenant-lès-Sombernon  | 138               | 21540       | 21306      |
| Grosbois-en-Montagne   | 106               | 21540       | 21310      |
| Mâlain                 | 750               | 21410       | 21373      |
| Mesmont                | 175               | 21540       | 21406      |
| Montoillot             | 64                | 21540       | 21439      |
| Prâlon                 | 88                | 21410       | 21504      |
| Remilly-en-Montagne    | 106               | 21540       | 21520      |
| Saint-Anthot           | 44                | 21540       | 21539      |
| Saint-Jean-de-Bœuf     | 65                | 21410       | 21553      |
| Sainte-Marie-sur-Ouche | 589               | 21410       | 21559      |
| Saint-Victor-sur-Ouche | 229               | 21410       | 21578      |
| Savigny-sous-Mâlain    | 202               | 21540       | 21592      |
| Sombernon              | 778               | 21540       | 21611      |
| Verrey-sous-Drée       | 52                | 21540       | 21669      |
| Vieilmoulin            | 80                | 21540       | 21679      |

## Démographie
| 1962  | 1968  | 1975  | 1982  | 1990  | 1999  | 2006  | 2011  | 2012  |
| ----- | ----- | ----- | ----- | ----- | ----- | ----- | ----- | ----- |
| 4 736 | 4 312 | 4 153 | 4 698 | 5 409 | 5 854 | 6 384 | 6 757 | 6 830 |